# 佟柱臣
佟柱臣（1920年3月20日—2011年12月3日），辽宁黑山人，中华人民共和国考古学家，中国社会科学院考古研究所研究员，中国社会科学院荣誉学部委员。

## 生平
幼时在白土厂门小学就学，1935年进入黑山县立中学读书，后进入沈阳第四国民高等学校。1939年，进入吉林高等师范专科学校历史地理系。毕业后在辽宁凌源中学、内蒙古赤峰师范学校工作。1945年，进入国立沈阳博物院工作，后进入北京历史博物馆工作，分别任副设计员、陈列部副主任、考古部副主任、学术委员会委员。1959年，在文化部文化学院任职。1961年起，在中国科学院（今中国社会科学院）考古研究所任副研究员、研究员、第一研究室副主任。1979年，任中国考古学会理事。1985年任中国民族史学会顾问。2006年被评为中国社会科学院荣誉学部委员。于2011年12月3日逝世，享耆壽91岁。

## 出版物
著作（包括合著）：《龙山文化》、《中国东北地区和新石器时代考古论集》、《中国边疆民族物 质文化史》、《中国新石器研究》、《中国考古学要论》等。
论文：《东北自然环境与史前文化区——论东北新石器时代》、《考古学上汉代及汉代以前的东北疆域》、《黄河中下游新石器时代文化的分布与分期》、《中国原始社会晚期历史的几个特征》、《从二里头类型试谈中国国家起源问题》、《中国夏商王国文明与方国文明试论》等。